# Warner Bros. Pictures

Warner Bros. Pictures — американська кінопродюсерська компанія Warner Bros. Motion Picture Group підрозділ Warner Bros. Entertainment (обидва остаточно належать Warner Bros. Відкриття). Студія є провідним виробником ігрових фільмів Warner Bros. Підрозділ Motion Picture Group і базується на Warner Bros. Комплекс студій у Бербанку, Каліфорнія. Анімаційні фільми виробництва Warner Bros.Pictures Animation також випускаються під прапором студії.
Warner Bros. Наразі Pictures є однією з п’яти кіностудій Warner Bros. Motion Picture Group, іншими є New Line Cinema, DC Studios, Castle Rock Entertainment і міноритарна частка в Spyglass Media Group. «Барбі» є найкасовішим фільмом студії у світі з 1,4 мільярда доларів.
Заснована в 1923 році братами Гаррі Ворнером, Альбертом Ворнером, Семом Ворнером і Джеком Л. Уорнером, окрім виробництва власних фільмів, компанія займається виробництвом фільмів, кінотеатром, маркетингом і просуванням фільмів, створених і випущених іншими лейблами Warner Bros., включаючи Warner Bros.Pictures Animation, New Line Cinema, DC Studios і Castle Rock Entertainment, а також різні сторонні виробники.

## Історія
Попередник студії (і сучасна Warner Bros Entertainment в цілому) була заснована як Warner Features Company в Нью-Каслі, штат Пенсільванія, режисером Семом Ворнером та його бізнес-партнерами та братами Гаррі, Альбертом і Джеком у 1911 році. У 1912 році вони зняли свій перший фільм « Небезпека рівнин», який Сем зняв для кінокомпанії St. Louis Motion Picture Company . У 1915 році Сем і Джек переїхали до Каліфорнії, щоб заснувати власну виробничу студію, тоді як Альберт і Гаррі 8 липня 1915 року заснували в Нью-Йорку Warner Brothers Distributing Corporation для випуску фільмів. У 1918 році четверо Warner Brothers випустили свій перший повномасштабний фільм: Мої чотири роки в Німеччині. Військовий фільм став касовим хітом і допоміг братам стати престижною студією.
4 квітня 1923 року Warner Bros. Pictures, Inc. було офіційно засновано, оскільки вони зосереджувалися виключно на кіноіндустрії. У 1927 році Warner Bros. Pictures здійснили революцію в кіноіндустрії, коли американсько-єврейські брати Уорнери випустили свої перші фільми «розмовний фільм» Джазова співачка з Елом Джолсоном у головній ролі. Однак засновник Сем Уорнер помер ще до прем'єри фільму. Коли компанія протягом багатьох років диверсифікувалася, вона врешті-решт була перейменована під свою поточну головну назву, але Warner Bros. Картинки продовжували використовуватися як назва відділу виробництва фільмів компанії.
Студія випустила двадцять п'ять фільмів, які отримали премію «Оскар» за найкращий фільм: «Дізраелі» (1929), «Я втікач із ланцюгової банди» (1932), «42-а вулиця» (1933), «Ось і флот» (1934), Сон літньої ночі (1935), Ентоні Адверс (1936), Життя Еміля Золя (1937), Пригоди Робін Гуда (1938), Чотири дочки (1938), Єзавель (1938), Темна перемога (1939), до назвіть кілька.
Після антимонопольного позову 1948 року невизначені часи змусили Warner Bros. у 1956 році продати більшість своїх фільмів і мультфільмів до 1950 року компанії Associated Artists Productions (aap). Крім того, aap також отримав мультфільми Fleischer Studios і Famous Studios Моряк Попай, спочатку від Paramount Pictures. Через два роки AAP було продано United Artists, яка володіла компанією до 1981 року, коли Metro-Goldwyn-Mayer придбала United Artists.
У листопаді 1966 року Джек піддався похилому віку та зміні часів, продавши 32% контролю над студією та музичним бізнесом компанії Seven Arts Productions, якою керували канадські інвестори Елліот і Кеннет Хайман, за 32 долари. мільйон. Згодом компанія, включно зі студією, була перейменована на Warner Bros.-Seven Arts 14 липня 1967 р.
У 1982 році, під час незалежності, Turner Broadcasting System придбала Brut Productions, відділ кіновиробництва французької компанії Faberge Inc., що займалася нестачею на той час.
У 1986 році Turner Broadcasting System придбала Metro-Goldwyn-Mayer. Опинившись у боргах, Тернер зберіг кіно та телебібліотеки MGM до травня 1986 року та невелику частину бібліотеки United Artists (включаючи бібліотеку aap та північноамериканські права на бібліотеку RKO Radio Pictures), а решту MGM виділив.
У 1989 році Warner Communications придбала Lorimar-Telepictures Corporation і об’єдналася з Time Inc., утворивши Time Warner (нині Warner Bros. Відкриття. Каталог Лорімара включав бібліотеку Rankin/Bass Productions після 1974 року та бібліотеку Monogram Pictures /Allied Artists Pictures Corporation після 1947 року.
У 1991 році Turner Broadcasting System придбала анімаційну студію Hanna-Barbera та бібліотеку Ruby-Spears у Great American Broadcasting, а роками пізніше Turner Broadcasting System придбала Castle Rock Entertainment 22 грудня 1993 і New Line Cinema на 28 січня 1994 р. 10 жовтня 1996 року Time Warner придбала Turner Broadcasting System, таким чином повернувши додому бібліотеку Warner Bros. до 1950 року. Крім того, Warner Bros. володіє лише бібліотекою Castle Rock Entertainment після 1994 року.

Warner Bros. Логотип і словесний знак Pictures використовувався з 1993 по 2019 рік; екранний логотип використовувався з 1998 по 2021 рік

Підрозділ було зареєстровано як Warner Bros. Pictures 3 березня 2003 року, щоб урізноманітнити сюжети фільмів і розширити аудиторію своїх фільмів. Компанія стала частиною Warner Bros. Pictures Group, яка була створена в 2008 році, а Джефф Робінов був призначений першим президентом компанії. У 2017 році давній виконавчий директор New Line Тобі Еммеріх став президентом. У січні 2018 року його підвищили до голови. 23 жовтня 2018 року Лінн Франк, президент Warner Bros. Pictures Group залишить компанію, щоб шукати нові можливості. У червні 2019 року Warner Bros. Pictures підписали угоду з SF Studios про розповсюдження їхніх фільмів у Швеції, Данії, Норвегії та Фінляндії.
У березні 2021 року компанія Warner Bros. оголосила, що у 2022 році вони припинять показ HBO Max і моделі показу в кінотеатрах в той же день на користь 45-денного вікна ексклюзивності в кінотеатрах. Це частина угоди, яку студія досягла з Cineworld (який керує Regal Cinemas).

Warner Bros. Логотип Pictures використовується з 2019 року. Цей логотип продовжує використовуватися як логотип на екрані як взаємозамінний з логотипом 2023 року.

1 червня 2022 року Warner Bros. Discovery (WBD), компанія, раніше відома як Discovery, Inc. до придбання WarnerMedia двома місяцями раніше, оголосила, що Еммеріх залишить посаду голови Warner Bros. Pictures Group після перехідного періоду, і що вона буде розділена на три окремі підрозділи; Warner Bros. Pictures/ New Line Cinema, DC Films і Warner Animation Group. Колишні керівники MGM Майкл Де Лука та Памела Ебді будуть співголовами Warner Bros. Pictures (і тимчасово наглядає за двома іншими підрозділами, доки в них не наймуть нових керівників), тоді як Еммеріх заснує власну продюсерську компанію та укладе п’ятирічний договір про розповсюдження та фінансування з Warner Bros. Pictures. 8 червня головний операційний директор Керолін Блеквуд також оголосила, що йде у відставку.
У червні 2022 року Стів Спіра повернувся на посаду президента відділу ділових зв’язків Warner Bros., а Де Лука та Ебді змінили Еммеріха в липні 2022 року. Колишній президент Алан Горн був призначений консультантом президента WBD Девіда Заслава, який працював із Де Лукою та Абді.

## Фільмотека

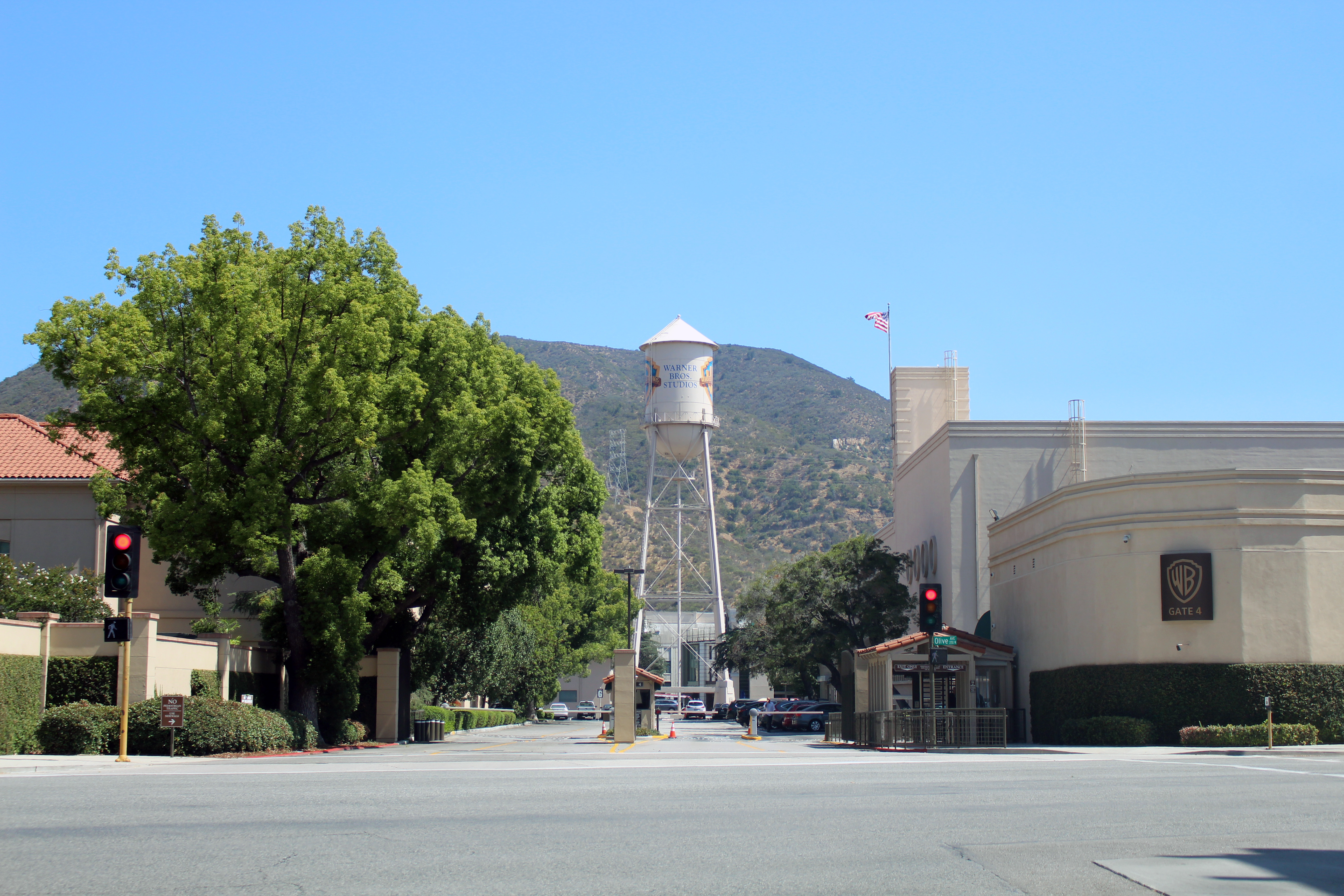
Ворота 4, Warner Bros. Студії, з видом на південь, у бік водонапірної башти

Злиття та поглинання допомогли Warner Bros. накопичити різноманітну колекцію фільмів, мультфільмів і телепрограм. Станом на 2022 рік Warner Bros. належала понад 145 000 годин програм, включаючи 12 500 художніх фільмів і 2400 телевізійних програм, які складаються з понад десятків тисяч окремих епізодів.
| IP                    | Номер фільми | Примітки |
| --------------------- | ------------ | --- |
| Розширений всесвіт DC | 14           | Фільми за коміксами DC. DCEU був першою ітерацією спільного всесвіту Warner Bros. |
| Всесвіт DC            | –            | Майбутнє перезавантаження розширеного всесвіту DC під керівництвом Джеймса Ганна. Перший фільм, вихід якого очікується в 2025 році. |
| Чарівний світ         | 11           | Права на фільм продані Джоан Роулінг за 2 мільйони доларів і чистими % від прибутку. Цей спільний всесвіт став 4-м найкасовішим IP в історії кіно. Цей всесвіт включає 8 фільмів, заснованих на книгах про Гаррі Поттера, і 3 фільми, заснованих на «Фантастичних звірів і де їх шукати».    |
| Закляття              | 8            | Театралізовані фільми жахів, засновані на реальних випадках дослідників паранормальних явищ Еда та Лорейн Воррен. Цей спільний всесвіт включає такі фільми, як «Аннабель», «Черниця» та «Прокляття Ла Льорони».                                                                              |
| MonsterVerse          | 4            | Спільний Всесвіт заснований на таких персонажах фільмів про монстрів, як Ґодзілла та Кінг-Конг, а також на інших персонажах кайдзю, створених Toho, включаючи Мотру, Родана та короля Гідору. Зроблено спільно з Legendary Entertainment.                                                    |
| Середзем'я            | 6            | Кіносеріал за мотивами книг Дж. Р. Р. Толкіна, режисер Пітер Джексон. |
| Лего                  | 4            | Warner Bros володіла правами на фільми Lego до кінця 2019 року. Були заплановані ще фільми про Lego, але їх скасували після того, як Universal Pictures купила права на фільми про Lego. Скасовані продовження включають продовження фільму «Лего про Бетмена» під назвою «Лего Супердрузі». |